# 徳島県立農林水産総合技術支援センター農業大学校
徳島県立農林水産総合技術支援センター農業大学校（とくしまけんりつのうりんすいさんそうごうぎじゅつしえんセンターのうぎょうだいがっこう、英称：Tokushima Prefectural College of Agriculture）は、徳島県名西郡石井町石井字石井1660に本部を置く、徳島県立農林水産総合技術支援センターが運営する農業大学校である。大学校の略称は徳農、とくのう。

## 沿革
- 1927年6月 - 徳島県農業技術員養成所を農事試験場に併設。
- 1949年4月 - 農業技術養成所を廃止して徳島県農業講習所を設置。
- 1966年4月 - 農業講習所を廃止して徳島県農業大学校を設置。
- 1967年3月 - 名西郡石井町石井字石井2202-1に新築移転。
- 2005年4月 - 徳島県立農林水産総合技術支援センター農業大学校と改称。
- 2011年4月1日 - 専修学校に改まる。[1]
- 2013年4月 - 名西郡石井町石井字石井1660の農業研究所敷地内に新築移転。徳島県立那賀高等学校の分校となる。

## 設置学科
- 生産技術コース
- 地域資源活用コース
- アグリビジネスコース